# Hogna dauana
Hogna dauana Roewer, 1959 è un ragno appartenente alla famiglia Lycosidae.

## Caratteristiche
I cheliceri sono di colore marrone scuro; nella parte frontale i peli sono grigio-biancastri.
L'olotipo femminile rinvenuto ha lunghezza totale è di 18 mm; la lunghezza del cefalotorace è di 8,0 mm e quella dell'opistosoma è di 10,0 mm.

## Distribuzione
La specie è stata reperita in Africa centrale: l'olotipo e il paratipo in Etiopia, nei pressi della città di Dire Daua.

## Tassonomia
Al 2017 non sono note sottospecie e dal 1959 non sono stati esaminati nuovi esemplari.